# Diocesi di Zagili
La diocesi di Zagili (in latino: Dioecesis Zagylitana) è una sede soppressa del patriarcato di Alessandria e una sede titolare della Chiesa cattolica.

## Storia
Zagili, nell'odierna Libia, è un'antica sede episcopale della provincia romana della Libia Inferiore (Marmarica), suffraganea dell'arcidiocesi di Darni e sottomessa al patriarcato di Alessandria.
Tre sono i vescovi assegnati da Michel Le Quien a questa antica sede vescovile: Filocalo, che fu tra i padri del concilio di Efeso del 449; Massimo, che sottoscrisse nel 458 la lettera dei vescovi dell'Egitto indirizzata all'imperatore Leone in seguito all'uccisione del patriarca Proterio di Alessandria e che l'anno successivo prese parte al sinodo celebrato a Costantinopoli dal patriarca Gennadio I contro i simoniaci; e Giovanni nella seconda metà del V secolo.
Dal 1933 Zagili è annoverata tra le sedi vescovili titolari della Chiesa cattolica; il titolo finora non è stato assegnato.

## Cronotassi dei vescovi
- Filocalo † (menzionato nel 449)
- Massimo † (prima del 458 - dopo il 459)
- Giovanni † (seconda metà del V secolo)